# Hawid

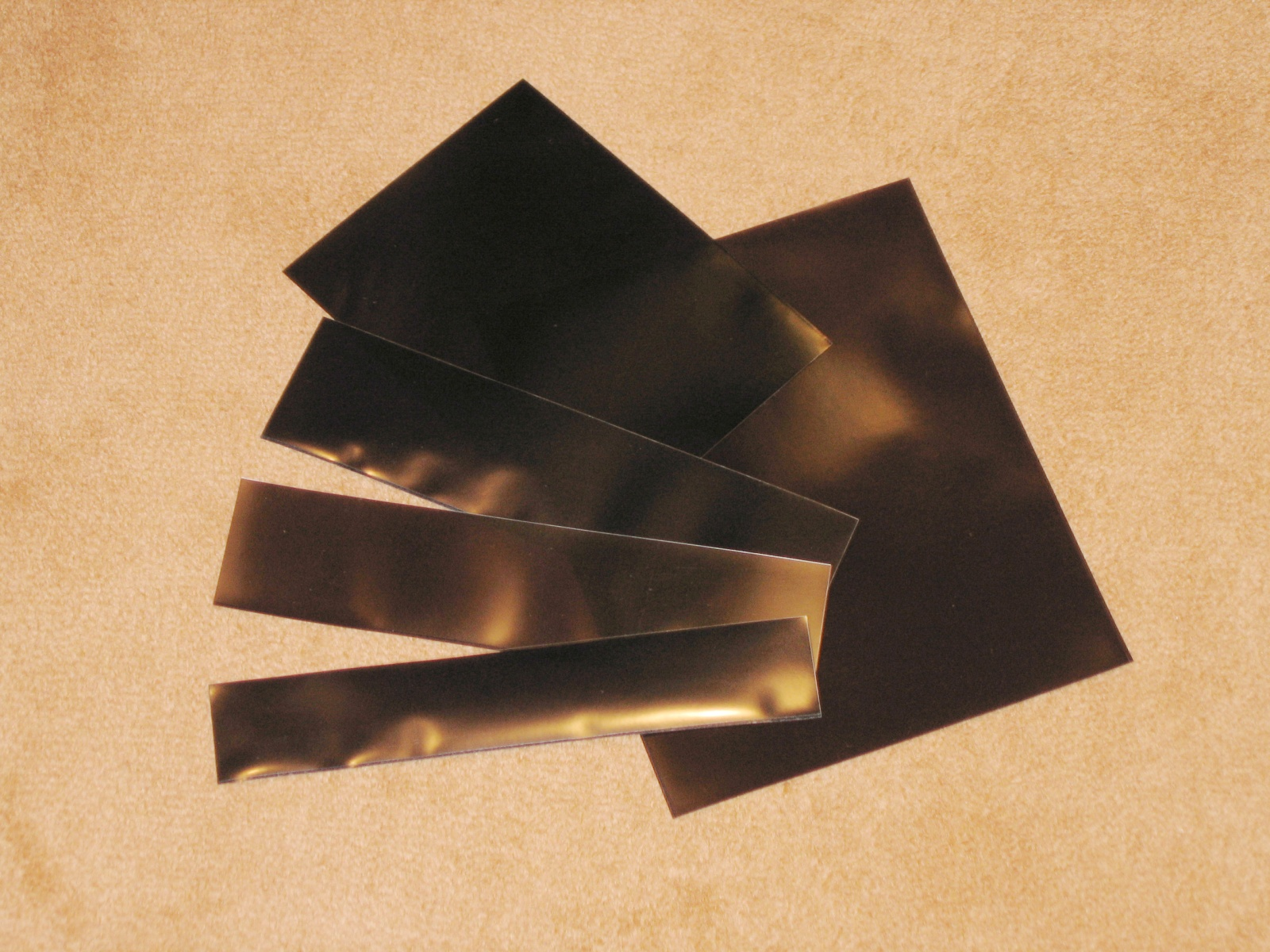
Hawidy

Hawid (tzw. koszulka ochronna) – dwuwarstwowy pasek foliowy chroniący znaczki przed uszkodzeniem. Obie warstwy folii są trwale złączone, przynajmniej z jednej strony. Najczęściej spotyka się hawidy z tylną warstwą koloru białego, czarnego lub przezroczystą.
Hawidy są stosowane do przechowywania bardziej wartościowych znaczków. W nich umieszcza się również walory filatelistyczne na wystawach.